# Milan (New Mexico)
Milan ist ein Dorf im Cibola County im Nordwesten des US-Bundesstaates New Mexico. Das U.S. Census Bureau hat bei der Volkszählung 2020 eine Einwohnerzahl von 2.456 ermittelt.
Milan hat eine Fläche von 7,6 km². Milan besitzt auch einen eigenen Golfplatz. In der Nähe liegt das El Malpais National Monument.

## Geschichte
Die Gemeinde ist benannt nach Salvador Milán, einem ehemaligen Bürgermeister des Dorfes. In den 1950er-Jahren baute man in Milan Uran ab.

## Verkehr
Milan besitzt mit dem Grants-Milan Municipal Airport einen eigenen Flughafen und wird von der Interstate 40 tangiert.